# Stockholm Open 2021
Lo Stockholm Open 2021, conosciuto anche come Intrum Stockholm Open 2021 per motivi di sponsorizzazione, è stato un torneo di tennis giocato su campi in cemento al coperto. È stata la 52ª edizione dello Stockholm Open facente parte della categoria ATP Tour 250 nell'ambito dell'ATP Tour 2021. Gli incontri si sono svolti al Kungliga tennishallen di Stoccolma, in Svezia, dal 7 al 13 novembre 2021.

## Partecipanti

### Teste di serie
| Nazionalità | Giocatore             | Ranking* | Testa di serie |
| ----------- | --------------------- | -------- | -------------- |
| Italia      | Jannik Sinner         | 9        | 1              |
| Canada      | Félix Auger-Aliassime | 11       | 2              |
| Canada      | Denis Shapovalov      | 12       | 3              |
| Regno Unito | Daniel Evans          | 24       | 4              |
| Stati Uniti | Taylor Fritz          | 26       | 5              |
| Kazakistan  | Aleksandr Bublik      | 36       | 6              |
| Ungheria    | Márton Fucsovics      | 40       | 7              |
| Stati Uniti | Frances Tiafoe        | 41       | 8              |

* Ranking al 1º novembre 2021.

### Altri partecipanti
I seguenti giocatori hanno ricevuto una wildcard per il tabellone principale:
- Andy Murray
- Elias Ymer
- Leo Borg

I seguenti giocatori sono passati dalle qualificazioni:

- Viktor Durasovic
- Denis Istomin
- Pavel Kotov
- Andrea Vavassori

I seguenti giocatori sono entrati in tabellone come Lucky loser:
- Jahor Herasimaŭ

### Ritiri
Prima del torneo
- Nikoloz Basilašvili → sostituito da  Tommy Paul
- Alex de Minaur → sostituito da  Adrian Mannarino
- Grigor Dimitrov → sostituito da  Arthur Rinderknech
- Cristian Garín → sostituito da  Taylor Fritz
- Ugo Humbert → sostituito da  Alejandro Davidovich Fokina
- Hubert Hurkacz → sostituito da  Jahor Herasimaŭ
- Aslan Karacev → sostituito da  Nino Serdarušić
- Gaël Monfils → sostituito da  Márton Fucsovics
- Cameron Norrie → sostituito da  Peter Gojowczyk
- Casper Ruud → sostituito da  Mackenzie McDonald
- Diego Schwartzman → sostituito da  Frances Tiafoe
- Lorenzo Sonego → sostituito da  Jozef Kovalík

## Partecipanti al doppio

### Teste di serie
| Nazionalità | Giocatore        | Nazionalità | Giocatore      | Ranking1 | Testa di serie |
| ----------- | ---------------- | ----------- | -------------- | -------- | -------------- |
| Croazia     | Ivan Dodig       | Brasile     | Marcelo Melo   | 35       | 1              |
| Germania    | Tim Pütz         | Australia   | Michael Venus  | 41       | 2              |
| Regno Unito | Ken Skupski      | Regno Unito | Neal Skupski   | 76       | 3              |
| Kazakistan  | Aleksandr Bublik | Kazakistan  | Andrej Golubev | 79       | 4              |

* Ranking aggiornato al 1º novembre 2021.

### Altri partecipanti
Le seguenti coppie hanno ricevuto una wild card per il tabellone principale:
- Markus Eriksson /  Mikael Ymer
- André Göransson /  Robert Lindstedt

## Campioni

### Singolare
Tommy Paul ha sconfitto in finale  Denis Shapovalov con il punteggio di 6-4, 2-6, 6-4.
- È il primo titolo in carriera per Paul.

### Doppio
Santiago González /  Andrés Molteni hanno sconfitto in finale  Aisam-ul-Haq Qureshi /  Jean-Julien Rojer con il punteggio di 6-2, 6-2.